# Rare (album)
Pour les articles homonymes, voir Rare.
Albums de David Bowie
ChangesTwoBowie
(1981) Let's Dance
(1983)
Rare est une compilation de David Bowie parue chez RCA en 1982.

## Histoire
Comme son titre l'indique, Rare comprend des chansons rares. Certaines sont uniquement parues en face B de singles, ou bien dans d'autres pays que le Royaume-Uni. La maison de disques de Bowie, RCA Records, publie cette compilation en décembre 1982 dans l'espoir de profiter du pic de ventes des fêtes de Noël. Le chanteur, qui n'a pas été consulté, est très mécontent : il décrit ce disque comme « horrible » dans la presse. Cela ne l'empêche pas de passer onze semaines dans le classement des meilleures ventes d'albums au Royaume-Uni, avec un pic à la 34e place à la fin du mois de janvier 1983.

## Titres
Toutes les chansons sont écrites et composées par David Bowie, sauf mention contraire.
| 1. | Ragazzo solo, ragazza sola (version de Space Oddity en italien sortie en Italie en 1969)       | David Bowie, Mogol        | 5:02 |
| 2. | Round and Round (enregistrée en 1971, parue en face B de Drive-In Saturday en 1973)            | Chuck Berry               | 2:41 |
| 3. | Amsterdam (enregistrée en 1971, parue en face B de Sorrow en 1973)                             | Jacques Brel, Mort Shuman | 3:25 |
| 4. | Holy Holy (chanson de 1970 réenregistrée en 1971, parue en face B de Diamond Dogs en 1974)     |                           | 2:15 |
| 5. | Panic in Detroit (version live du Diamond Dogs Tour, parue en face B de Knock on Wood en 1974) |                           | 5:49 |
| 6. | Young Americans (version single parue aux États-Unis)                                          |                           | 3:11 |

| 7.  | Velvet Goldmine (enregistrée en 1971, parue en face B de la réédition de Space Oddity en 1975)                 |                                       | 3:08 |
| 8.  | "Helden" (version de "Heroes" chantée en partie en allemand sortie en Allemagne de l'Ouest en 1977)            | David Bowie, Brian Eno, Antonia Maass | 6:07 |
| 9.  | John, I'm Only Dancing (Again) (chanson de 1972 réenregistrée en 1975, parue en single en 1979)                |                                       | 3:26 |
| 10. | Moon of Alabama (single de 1980)                                                                               | Bertolt Brecht, Kurt Weill            | 3:51 |
| 11. | Crystal Japan (instrumental sorti en single au Japon en 1980, puis en face B de Up the Hill Backwards en 1981) |                                       | 3:07 |